# Disc de Magliano
El disc de Magliano és un artefacte etrusc en plom, de forma rodona amb un diàmetre d'uns 8 cm, trobat l'any 1883 a Magliano in Toscana en la província de Grosseto d'Itàlia i datat del segle V-IV aC. Es conserva al Museu Arqueològic de Florència.
Mostra una inscripció, gravada sobre les seves dues cares, escrites en etrusc, en una seqüència espiral cap al centre del disc. Conté al voltant de 70 paraules, i per aquesta raó es troba entre els textos conservats més llargs en llengua etrusca. La interpretació del text sembla indicar que es tracta de les normes per als sacrificis d'oferiment que es feien als déus Tínia, Maris, Calu i Canthas.

L'objecte recorda per la seva forma, el famós disc de Festos.